# Pierre Chanal
Pierre Chanal, né le 18 novembre 1946 à Saint-Étienne (Loire) et mort le 15 octobre 2003 à Reims (Marne), est un adjudant-chef et tueur en série français.
En août 1988, il a été surpris lors du viol et de l'enlèvement d'un jeune homme, Palazs Falvay, qu'il a pris en auto-stop. Incarcéré, il a été condamné à dix ans d'emprisonnement pour l'attaque et a été libéré le 19 juin 1995. À la suite de cela, Chanal a été inculpé pour les huit disparitions de Mourmelon, entre 1980 et 1987. Renvoyé uniquement pour trois cas, Chanal s'est suicidé le 15 octobre 2003 alors qu'il était en jugement,.
En mars 2004, des soupçons se sont portés à l'encontre de Chanal sur les « disparus de Valdahon », dont il était l'instructeur, lorsqu'ils ont disparu en 1975 et 1977.
Chanal figure parmi les tueurs en série les plus meurtriers de France, étant soupçonné d'avoir assassiné 8 à 17 jeunes hommes, entre 1975 et 1988, ce qui ferait de lui l'un des pires tueurs en série de France.

## Biographie
Pierre Chanal est né le 18 novembre 1946 à Saint-Étienne.
Son père, sévère, avare, alcoolique, brutalise physiquement sa mère et la viole. Pierre se voit souvent contraint de dormir dans l’escalier et fugue pour fuir le climat familial. Il ne gardera aucune relation avec ses parents et ne se souviendra plus s'il a eu seize ou dix-sept frères et sœurs.
Chanal quitte l'école en 1961, alors qu'il a quatorze ans. 
En 1962, âgé de seize ans, il passe son brevet de planeur et commence à sauter en tant que parachutiste. Il entame également un apprentissage de pâtissier, mais n'achève pas sa formation et travaille à l'usine.

### Armée et profession d'adjudant
En 1964, Chanal s'enrôle dans l'Armée pour y effectuer son service militaire. Affecté au camp de Valdahon, il est intégré à la cavalerie et suit avec succès l’école des sous-officiers, avant de passer sergent-chef, en 1970, puis adjudant, en 1974. Lorsque son père meurt, en 1976, Chanal ne se rend pas à son enterrement et cesse tout contact avec sa famille. Il arrête de boire et achète un caméscope avec lequel il filmera ses victimes.
Une nuit d'hiver 1977, Chanal démolit à coups de pied une tente et sous la menace de son pistolet-mitrailleur fait sortir les appelés en slip et les force à faire des exercices dans la neige. Lors d’un bivouac, il brise la mâchoire d’un soldat. Un autre jour, il tire à balles réelles au-dessus de leurs têtes. Cet exploit lui vaut un article dans Libération et une mutation au camp de Mourmelon.
Il est adjudant-chef et instructeur au camp de Mourmelon au 4e régiment de dragons dans la Marne, de 1977 à 1986, au moment de l'affaire des disparus de Mourmelon. C'est dans ce camp que de jeunes appelés disparaissent, de 1980 à 1987, sans laisser de traces. Parmi les huit disparus, seuls trois seront retrouvés morts. Réputé discret et respectueux, Chanal voue un respect total au règlement ; très dur au service comme à l'effort, il a des états de service irréprochables, pratique chaque matin un footing de 15 km, s'entraîne au combat au corps à corps, se passionne pour le parachutisme et les ULM.
Déployé au Liban de janvier à mai 1985, Chanal est médaillé de la valeur militaire avec étoile d'argent (dans le cadre du mandat des casques bleus français au Liban), le qualifiant ainsi d'exemplaire par ses supérieurs.
En août 1986, Chanal est muté au centre équestre de Fontainebleau, dans lequel il est réputé très sévère avec les « fils à papa ». Il y restera jusqu'à son arrestation pour viol, en août 1988, qui lui vaudra d'être licencié.

### Arrestation pour viol et détention
Le 9 août 1988, une patrouille de gendarmes de Saône-et-Loire est intriguée de voir un camping-car Volkswagen Combi II, stationné dans un chemin sans issue, débouchant sur une ligne TGV en construction, située sur la commune de Bussières. Les gendarmes s'approchent et tombent sur Chanal, qui explique « qu'il est un sous-officier profitant de sa permission pour faire un peu de tourisme ». Le gendarme demandant les papiers d’identité de Chanal s'aperçoit qu'il a été affecté au 4e régiment de dragons au sein du camp de Mourmelon, lorsque les disparitions ont eu lieu. Pendant ce temps, l'autre gendarme, faisant le tour du véhicule, aperçoit au travers de la vitre du hayon arrière la tête d'un homme entravé et enroulé dans une couverture. Détaché de ses liens par les gendarmes, la victime de Pierre Chanal, un jeune Hongrois de 20 ans du nom de Balázs Falvay, explique que Pierre Chanal l'a pris en auto-stop la veille au soir au péage de Chalon-sur-Saône. Falvay accuse l'adjudant-chef de l'avoir séquestré et violé. Lors de la fouille du véhicule, les gendarmes retrouvent des preuves permettant de compromettre Chanal, des objets à caractère sexuel et une caméra comprenant les scènes décrites par l'auto-stoppeur,,.
La perquisition de son véhicule et de sa chambre au mess dévoile ses manies sexuelles (vagin artificiel, films pornographiques, photos d'appelés nus sous la douche, cassettes VHS avec des séquences de masturbations face à son caméscope...).
Le 11 août 1988, Chanal est mis en examen pour viol, enlèvement, séquestration et torture puis placé en détention provisoire. Son arrestation fait beaucoup de bruit dans la presse, car le bourreau est un adjudant-chef, respecté et bien perçu, et qu'il s'agit d'une avancée dans l'affaire des disparus de Mourmelon qui vient de trouver un suspect sérieux. Interrogé concernant les huit disparitions et meurtres, Chanal nie en être à l'origine. Une perquisition de son camping-car est effectuée et permet de retrouver une grande quantité de cheveux et de poils,,,,.
En octobre 1988, l’expert Loïc Le Ribault relève 27 cheveux retrouvés dans la camionnette de Chanal et conclut que six d'entre eux appartiennent à des individus différents, de même pour quatre poils pubiens. Interrogé par les enquêteurs, Chanal affirme avoir ramassé un matelas en mousse sur une décharge. L'ADN n'étant pas encore utilisé à la fin des années 1980, la découverte ne permet, à ce stade, aucune avancée,,,,.
Chanal comparaît les 22 et 23 octobre 1990, devant la cour d'assises de Saône-et-Loire. Il est condamné à dix ans de réclusion criminelle pour viol et séquestration puis est conduit à la maison d'arrêt de Dijon, où il est placé à l'isolement.
Le 7 février 1992, une ordonnance joint les dossiers Dubois, Havet, Carvalho, Sergent, Denis et Gache car ceux-ci présentent des similitudes.
Chanal est placé en garde à vue, le 28 juin 1993, dans le cadre des dossiers Dubois, Havet, Carvalho, Sergent, Denis et Gache, dont il nie être à l'origine. Un juge d'instruction de Châlons-en-Champagne procède à sa mise en examen, le 30 juin 1993, pour séquestrations et assassinats avec mise en détention provisoire,.
Le 12 novembre 1994, Pierre Chanal, toujours détenu, est mis en examen pour le meurtre de Trevor O'Keefe. Il nie également et tente de se suicider dans sa cellule de détention. Le juge de Saint-Quentin se dessaisit ensuite de l’affaire au profit de son collègue de Châlons-en-Champagne. Les poursuites de Chanal sont toutefois confrontées à un grand manque d'éléments l'incriminant. Le dossier ne contenant ni d’aveux, ni de témoins, ni d’indices, le juge décide de suspendre la détention provisoire Chanal pour les disparitions de Mourmelon,,.

### Libération, nouvelles expertises et renvoi devant les assises
Chanal est libéré le 19 juin 1995, après près de sept ans de détention. Après avoir un temps coupé les liens avec sa famille, il part vivre chez sa sœur, avec l'interdiction à vie d'exercer dans l'armée,,.
En avril 1997, le dossier des disparitions de Mourmelon est soumis à de nouvelles expertises ADN. Le nouveau juge d’instruction chargé de l’affaire, M. Chapart, se rendant compte que le rapport de Le Ribault n’a pas été exploité, le nomme pour examiner tous les scellés. Les tests génétiques révèlent que Patrice Denis, Patrick Gache et Trevor O’Keefe ont séjourné dans le camping-car de Chanal. L'enquête se poursuit alors sans pour autant renvoyer Chanal en prison.
Le 10 août 2001, le magistrat ordonne le renvoi de Chanal devant la Cour d'assises de la Marne pour les séquestrations et les assassinats de Patrice Denis, Patrick Gache et Trevor O’Keefe. Une ordonnance de non-lieu est rendue concernant les dossiers Dubois, Havet, Carvalho, Sergent, Denis et Gache,. Chanal fait appel de cette décision, mais la Cour d'appel de Reims la confirme le 5 juillet 2002, les renvoyant pour les trois dossiers,.
Chanal se pourvoit en cassation, mais la Cour rejette son recours, le renvoyant définitivement devant la Cour d'assises de la Marne.

### Ré-incarcération, procès et suicide
Le 12 mai 2003, à la veille du début de son procès devant la Cour d'assises de la Marne, Chanal tente de mettre fin à ses jours, mais est sauvé in-extremis. En l'absence de Chanal, la cour lui donne une semaine pour comparaître et le place en détention à la Maison d’arrêt de Fresnes. Alors que le procès devait reprendre le 19 mai 2003, celui-ci est finalement reporté au mois d'octobre, du fait de la santé de Chanal,,,,,.
Le 11 juin 2003, Chanal est placé d'office à l'hôpital psychiatrique de Villejuif (Val-de-Marne), avant de regagner la Maison d’arrêt de Fresnes quelques jours plus tard.
Le 5 juillet 2003, Chanal entame une grève de la faim à la maison d'arrêt de Fresnes, dans laquelle il perdra trente kilos. Il est absent lorsque son procès rouvre, le 14 octobre 2003, devant la Cour d'assises de la Marne.
Le 15 octobre 2003, au lendemain de la réouverture de son procès, Chanal se suicide au CHU de Reims où il était hospitalisé. Il se sectionne deux fois l'artère fémorale gauche à l'aide d'une lame de rasoir précédemment cachée sous l'étiquette de son survêtement. Il meurt cinq à dix minutes plus tard, malgré l'intervention d'un policier. Des questions seront soulevées quant au fait que l'Administration pénitentiaire ait fourni six rasoirs à un détenu particulièrement signalé. Sa mort met fin à l'action judiciaire,,,,,,.

### Soupçons dans d'autres affaires et condamnation de l'État
Le 16 octobre 2003, au lendemain du suicide de Chanal, un premier courrier est envoyé à Dominique Perben, ministre de la Justice, pour demander une enquête sur l'ensemble de l'instruction de l'affaire.
Le 24 mars 2004, les avocats des familles de sept disparus de Mourmelon portent plainte contre l'État français. Ils sont suivis le lendemain par les parents de Michel Giannini et d'Aldo Tacchini, deux jeunes hommes du camp de Valdahon (Doubs) disparus en 1975 et 1977, où Chanal était instructeur. Outre les disparitions de Valdahon, le justice établira un lien avec sept autres affaires similaires, survenues entre 1980 et 1988. On lui attribue alors 17 victimes, entre 1975 et 1988, ce qui ferait de lui l'un des pires tueurs en série de France,,.
Le 26 janvier 2005, le tribunal de grande instance de Paris condamne l'État français pour faute lourde. Le jugement stigmatise « l'inaptitude du service public de la justice à remplir sa mission » car une « série de fautes » commises par les juges d'instruction ainsi que par les enquêteurs « ont ralenti l'instruction des différentes affaires de disparitions inquiétantes » et ont conduit « à ce que demeurent inconnues les circonstances de l'enlèvement et du décès de plusieurs victimes. ».

## Liste des disparus de Mourmelon
|   | Date              | Nom             | Affectation                                  | Découverte éventuelle du corps                                          |
| - | ----------------- | --------------- | -------------------------------------------- | ----------------------------------------------------------------------- |
| 1 | 4 janvier 1980    | Patrick Dubois  | 4e régiment de chars de combat à Mourmelon   | Disparu                                                                 |
| 2 | 20 février 1981   | Serge Havet     | 3e régiment d'artillerie à Mailly            | Disparu                                                                 |
| 3 | 7 août 1981       | Manuel Carvalho | 4e régiment de dragons à Mourmelon           | Disparu                                                                 |
| 4 | 20 août 1981      | Pascal Sergent  | 503e régiment de chars de combat à Mourmelon | Disparu                                                                 |
| 5 | 30 septembre 1982 | Olivier Donner  | 4e régiment de dragons à Mourmelon           | Son cadavre est découvert à Mailly-le-Camp le 31 octobre 1982           |
| 6 | 23 août 1985      | Patrice Denis   | civil                                        | Disparu alors qu'il se rend au camp de Mourmelon                        |
| 7 | 30 avril 1987     | Patrick Gache   | 4e régiment de dragons de Mourmelon          | Disparu                                                                 |
| 8 | 8 août 1987       | Trevor O'Keeffe | auto-stoppeur irlandais                      | Son cadavre est découvert le 8 août 1987 près d'Alaincourt dans l'Aisne |

## Autres disparitions[38],[6]
|   | Date             | Nom                | Affectation                                       | Découverte éventuelle du corps                                                              |
| - | ---------------- | ------------------ | ------------------------------------------------- | ------------------------------------------------------------------------------------------- |
| 1 | 31 octobre 1975  | Michel Giannini    | Camp de Valdahon                                  | Disparu                                                                                     |
| 2 | 30 juin 1977     | Aldo Tacchini      | Camp de Valdahon                                  | Disparu                                                                                     |
| 3 | 4 août 1980      | Christian Poli     | Camp de Mourmelon                                 | Disparu                                                                                     |
| 4 | 15 novembre 1981 | Pascal Vasseur     | Camp de Mourmelon                                 | Son cadavre est retrouvé noyé dans la Moselle, le 24 décembre 1981                          |
| 5 | 7 mars 1982      | Guy Noyer          | civil                                             | Disparu                                                                                     |
| 6 | 27 avril 1984    | Alain Gaudry       | civil                                             | Disparu                                                                                     |
| 7 | 7 novembre 1985  | Tahar Salah        | civil                                             | Disparu alors qu'il faisait de l'auto-stop                                                  |
| 8 | 25 décembre 1985 | Laurent Puypalat   | 402ème régiment d'artillerie de Châlons-sur-Marne | Son cadavre est découvert le 2 janvier 1986, à Saint-Martin-sur-le-Pré, au bord de la RN44. |
| 9 | 15 juillet 1988  | Philippe Collignon | Marine de Vannes                                  | Disparu                                                                                     |